# استرات‌بلین
استرات‌بلین (به انگلیسی: Strathblane) یک روستا در بریتانیا است که در استیرلینگ واقع شده‌است. استرات‌بلین ۴۴٫۰۳ کیلومتر مربع مساحت و ۱٬۸۱۱ نفر جمعیت دارد.